# Enrico Colantoni
Enrico "Rico" Colantoni (14 de febrero de 1963) es un actor canadiense, con ascendencia italiana, probablemente más conocido por interpretar a Elliot DiMauro en la serie de televisión Just Shoot Me!, a Keith Mars en la serie Veronica Mars o al sargento Gregory Parket en la serie Flashpoint. También ha tenido papeles en películas como The Wrong Guy, Galaxy Quest y AI Artificial Intelligence y apariciones como invitado en Monk, Numb3rs y Stargate SG-1.

## Biografía
Colantoni nació en Toronto, Ontario, hijo de Gina Colantoni, una trabajadora de la confección, y Quintino Colantoni, un trabajador y el conductor del camión. Asistió a la Universidad de Toronto, donde estudió psicología y sociología, y luego se transfiere a la American Academy of Dramatic Artes en Nueva York. Se graduó en la Yale School of Drama, ganando el Premio Dye Carol.
Vive con sus dos hijos, Quintín y Madilyn, en Los Ángeles, California.

## Trabajo
En 2009 aparece en el drama de la televisión de la policía canadiense (emitido en los EE. UU. por la cadena CBS) Flashpoint, interpretando al sargento Greg Parker. Él tomó el papel porque su hermano había sido un policía de Toronto durante 30 años. La cadena le dio un período de pruebas durante el verano de 2008, y la CBS terminó ordenando una temporada completa de 22 episodios, que se considera un salto inusual de la fe de una serie que sólo recibieron altas calificaciones durante el verano, cuando hay muchos menos espectadores y menos presión para "realizar".
En 2011 interpreta a Carl Elias en la serie Person of Interest de la CBS, apareciendo en varios capítulos del programa. Su primera aparición fue bajo el alter ego de Charlie Burton, en el episodio 1x07. En la serie encarna a uno de los principales villanos de la trama, convirtiéndose en el jefe de la mafia y principal enemigo de Harold Finch (Michael Emerson) y John Reese (James Caviezel, pero el personaje ha ido evolucionando hasta convertirse en aliado de los protagonistas, compartiendo bando en varios conflictos de la serie.
En el año 2013, con Colantoni como personaje líder de la Unidad de Respuesta Estratégica durante las 5 temporadas, finalizará la serie Flashpoint con una última temporada que contará con un total de 13 episodios.
Hace un breve cameo en la serie Bones, capítulo 9 de la temporada 6, donde interpreta a un guardia de seguridad del Jeffersonian que aconseja a la doctora Temperance Brennan durante la investigación de un crimen.
También tuvo un rol recurrente en Travelers interpretando a Vicent Ingram, el Primer Traveler.

## Filmografía

### Cine
| Year | Title                                       | Role                          | Notes        |
| ---- | ------------------------------------------- | ----------------------------- | ------------ |
| 1995 | Money Train                                 | Dooley                        |              |
| 1996 | Albino Alligator                            | Agente #3                     |              |
| 1997 | The Wrong Guy                               | Hombre tenebroso              |              |
| 1998 | Divorce: A Contemporary Western             | Barry                         |              |
| 1998 | Screwed: A Hollywood Bedtime Story          | Jack Driscoll                 |              |
| 1999 | Stigmata                                    | Padre Dario                   |              |
| 1999 | Galaxy Quest                                | Mathesar                      |              |
| 2001 | A.I. Artificial Intelligence                | The Murderer                  |              |
| 2002 | Frank McKlusky, C.I.                        | Scout Bayou                   |              |
| 2002 | The First $20 Million Is Always the Hardest | Francis Benoit                |              |
| 2002 | Full Frontal                                | Arty / Ed                     |              |
| 2003 | The Vest                                    | Papá                          | Cortometraje |
| 2004 | Criminal                                    | Hombre intelectual            |              |
| 2007 | The Happiest Day of His Life                | Invitado a la boda divorciado |              |
| 2008 | Sherman's Way                               | D.J.                          |              |
| 2008 | My Mom's New Boyfriend                      | Jefe Enrico                   |              |
| 2009 | Weather Girl                                | George                        |              |
| 2010 | The Fighter and the Clown                   | Oficial Ward                  | Cortometraje |
| 2011 | The Chaperone                               | Dr. Etman                     |              |
| 2011 | Servitude                                   | Franz                         |              |
| 2011 | Contagion                                   | Dennis French                 |              |
| 2013 | House of Versace                            | Gianni Versace                |              |
| 2014 | Veronica Mars                               | Keith Mars                    |              |
| 2014 | Lines                                       | Doctor                        |              |
| 2015 | The Dark Stranger                           | Brendan Garrison              |              |
| 2017 | Justice League Dark                         | Felix Faust (voz)             |              |
| 2019 | Kill Chain                                  | Viejo Sniper                  |              |
| 2019 | A Beautiful Day in the Neighborhood         | Bill Isler                    |              |
| 2020 | Feel the Beat                               | Frank                         |              |
| 2021 | Under the Christmas Tree                    | Papá                          |              |

### Televisión
| Year(s)         | Title                          | Role(s)                                | Notes                                              |
| --------------- | ------------------------------ | -------------------------------------- | -------------------------------------------------- |
| 1987            | Night Heat                     |                                        | Episodio: "The Wiseguy"                            |
| 1987            | Friday the 13th: The Series    | Adrian                                 | Episodio: "Root of All Evil"                       |
| 1994            | Law & Order                    | Ron Blocker                            | Episodio: "Censure"                                |
| 1994            | New York Undercover            | David Kinsoling                        | Episodio: "After Shakespeare"                      |
| 1994–1995       | NYPD Blue                      | Danny Breen, Jr.                       | 2 episodios                                        |
| 1995–1996       | Hope & Gloria                  | Louis Utz                              | 35 episodios                                       |
| 1997            | Life's Work                    | Marty Cranepool                        | Episodio: "Neighbors"                              |
| 1997            | The Member of the Wedding      | Mr. Addams                             | Película para televisión                           |
| 1997            | Cloned                         | Steve Rinker                           | Película para televisión                           |
| 1997–2003       | Just Shoot Me!                 | Elliot DiMauro                         | 149 episodios                                      |
| 2000            | 3rd Rock from the Sun          | Frankie                                | Episodio: "Frankie Goes to Rutherford"             |
| 2001            | The Outer Limits               | Michael Burr                           | Episodio: "Think Like a Dinosaur"                  |
| 2001            | James Dean                     | Elia Kazan                             | Película para televisión                           |
| 2002            | Kim Possible                   | Dr. Cyrus Bortel (voz)                 | Episodio: "The Twin Factor"                        |
| 2003            | Expert Witness                 |                                        | Película para televisión                           |
| 2003            | Whoopi                         | Victor                                 | Episodio: "Pilot"                                  |
| 2003            | Justice League                 | Glorious Gordon Godfrey (voz)          | Episodio: "Eclipsed" Episodio: "Eclipsed: Part II" |
| 2003            | Missing                        | Charles Denton                         | Episodio: "White Whale"                            |
| 2003            | Stargate SG-1                  | Burke                                  | Episodio: "Evolution: Part 2"                      |
| 2004            | Century City                   | Frank Summers                          | Episodio: "Sweet Child of Mine"                    |
| 2004            | Monk                           | Joe Christie                           | Episodio: "Mr. Monk and the Employee of the Month" |
| 2004            | Kim Possible                   | Dr. Cyrus Bortel (voz)                 | Episodio: "Emotion Sickness"                       |
| 2004–2007, 2019 | Veronica Mars                  | Keith Mars                             | 72 episodios                                       |
| 2007            | CSI: Crime Scene Investigation | Preston                                | Episodio: "Leapin' Lizards"                        |
| 2007            | Numb3rs                        | Ben                                    | Episodio: "Chinese Box"                            |
| 2008            | Brothers & Sisters             | Evan                                   | Episodio: "Compromises"                            |
| 2008            | Céline                         | René Angélil                           | Película para televisión                           |
| 2008–2012       | Flashpoint                     | Sargento Gregory Parker                | Papel principal; 75 episodios                      |
| 2009            | ZOS: Zone of Separation        | Speedo Boy                             | Miniserie                                          |
| 2009            | Party Down                     | Gordon McSpadden                       | Episodio: "Willow Canyon Homeowners Annual Party"  |
| 2009            | Glenn Martin, DDS              | (voi)                                  | Episodio: "We've Created a Mobster"                |
| 2010            | Cra$h & Burn                   | Danny DeRossi                          | Episodio: "Lawyers, Guns & Money"                  |
| 2010            | Bones                          | Micah Leggat                           | Episodio: "The Doctor in the Photo"                |
| 2011            | The Kennedys                   | J. Edgar Hoover                        | Miniserie; 3 episodios                             |
| 2011–2016       | Person of Interest             | Charlie Burton/Carl Elias              | 23 episodios                                       |
| 2013            | Cracked                        | Mike De Soto                           | Episodio: "Fallen"                                 |
| 2013            | Malibu Country                 | Leslie Sallinger                       | Episodio: "Marriage, Malibu Style"                 |
| 2013            | Warehouse 13                   | Anthony Bishop                         | Episodio: "The Big Snag"                           |
| 2013            | Hot in Cleveland               | Julian                                 | Episodio: "All My Exes"                            |
| 2014–2015       | Remedy                         | Allen Conner                           | Papel principal; 20 episodios                      |
| 2014–2016       | The Mysteries of Laura         | Capitán Dan Hauser                     | 3 episodios                                        |
| 2014            | Republic of Doyle              | Donny Pearl                            | Episodio: "Smash Derby"                            |
| 2015            | Rookie Blue                    | Unidad K-9                             | Episodio: "Perfect Family"                         |
| 2016–2018       | iZombie                        | Detective Lou Benedetto                | 3 episodios                                        |
| 2016            | Powers                         | Senador Bailey Brown/The Cobalt Knight | 4 episodios                                        |
| 2016            | American Gothic                | Alcalde Conley                         | 4 episodios                                        |
| 2017            | Ransom                         | Joe Morris                             | Episodio: "Joe"                                    |
| 2017            | Madam Secretary                | Jim Fox                                | Episodio: "Convergence"                            |
| 2017            | Bad Blood                      | Bruno Bonsignori                       | 5 episodios                                        |
| 2017            | Travelers                      | Vincent Ingram                         | 5 episodios                                        |
| 2018            | The Good Fight                 | Patrick Basehart                       | 2 episodios                                        |
| 2020            | Westworld                      | Whitman                                | 3 episodios                                        |
| 2021            | Station Eleven                 | Brian                                  | Rol recurrente, miniserie                          |
| 2021            | The Hot Zone                   | Rudy Giuliani                          | Episodio:"Hell's Chimmey"                          |